# Универсальный иллюстрированный словарь русского языка
Универсальный иллюстрированный словарь русского языка — словарь русского языка в 18 томах, выпущенный издательством Vektor (Республика Молдова) в 2011 году.
Словарь представляет самое полное толкование русской лексики XIX — начала XXI веков, позиционируется как первый иллюстрированный словарь русского языка., как принципиально новый формат справочной литературы, уникальный тем, что его основное наполнение объединено с богатым иллюстрированным материалом и энциклопедией, содержащей сведения из разных областей знаний — что подчёркнуто в его названии: «универсальный».

## Описание
В словаре — более 130 тысяч слов и словосочетаний с подробными толкованиями.
В словаре содержится лексика всех литературных жанров и стилистических направлений русского языка. Приведены устойчивые словосочетания, крылатые выражения, фразеологизмы, термины, неологизмы, активно использующиеся в последние десятилетия.
Словарь красочно иллюстрирован. В него включено около 10 тысяч репродукций, рисунков, фотографий, карт, схем. Каждый том содержит 360 страниц вместе с цветными иллюстрациями.
Словарь выпущен в 18 томах:
- - том 1 «абажур — бор», изд.: Наука — Vector, 2011, 360 стр.
  - том 2 «бора — выпасть», изд.: Наука — Vector, 2011, 360 стр.
  - том 3 «выпахать — длиномер», изд.: Наука — Vector, 2011, 360 стр.
  - том 4 «длительный — засмотреться», изд.: Наука — Vector, 2012, 360 стр.
  - том 5 «засмущаться — кириллица», изд.: Наука — Vector, 2012, 360 стр.
  - том 6 «кирка — мазок», изд.: Наука — Vector, 2012,360 стр.
  - том 7 «мазохизм — нарсуд», изд.: Наука — Vector, 2012, 360 стр.
  - том 8 «нарты — обрасти», изд.: Наука — Vector, 2012, 360 стр.
  - том 9 «обрат — отсчёт», изд.: Наука — Vector, 2012, 360 стр.
  - том 10 «отчётливый — поверитель», изд.: Наука — Vector, 2012, 360 стр.
  - том 11 «поверить — подцветить», изд.: Наука — Vector, 2012, 360 стр.
  - том 12 «подцветка — пропускной», изд.: Наука — Vector, 2012, 360 стр.
  - том 13 «пропустить — рваньё», изд.: Наука — Vector, 2012, 360 стр.
  - том 14 «рвать — скакун», изд.: Наука — Vector, 2012, 360 стр.
  - том 15 «скала — стратег», изд.: Наука — Vector, 2012, 360 стр.
  - том 16 «стратегия — тятя», изд.: Наука — Vector, 2012, 360 стр.
  - том 17 «у — хоккей», изд.: Наука — Vector, 2012, 360 стр.
  - том 18 «холдинг — ящурный», изд.: Наука — Vector, 2012, 360 стр.

## Информация об авторах и издании
Руководитель издательского проекта — Виталий Николаевич Гынга (Республика Молдова).
Редактор издания — известный молдавский пушкинист, автор множества книг и публикаций Виктор Кушниренко  (Республика Молдова).
Издатель, использовав специальную редакцию «Большого толкового словаря русского языка», которую ее автор доктор филологических наук Сергей Александрович Кузнецов готовил более 20 лет, представил Словарь в новом формате и дизайне.
Издание позиционировалось руководителем проекта как подготовленное Институтом лингвистических исследований РАН (ИЛИ РАН) при партнёрстве с издательствами «Наука», «Большая Российская энциклопедия», «Русский язык». Позже выяснилось, что издательский проект Универсальный иллюстрированный словарь русского языка так не был официально утверждён к печати ни учёным советом Института лингвистических исследований РАН, ни издательствами.

## Интересные факты
В Молдове, несмотря на то что полная подписка на Словарь в 18 томах, стоила более 1 тыс. долл.,  за ним становились в очередь. 
В связи с подпиской на словарь 30 русских школ республики, в Кишинёве разразился языковой скандал, связанный с тем, что словарь содержит толкование нескольких слов, которые прорумынской общественностью были оценены в качестве ненормативной лексики.